# Mbaitoli
Mbaitoli è una delle ventisette aree a governo locale (local government areas) in cui è suddiviso lo stato di Imo, in Nigeria. Estesa su una superficie di 204 chilometri quadrati, conta una popolazione di 237.555 abitanti.